# Suddenly (canción de Billy Ocean)
«Suddenly» (en español: «De repente») es el título de una balada interpretada por el cantautor trinitense-inglés Billy Ocean, El tema fue escrito por Ocean, coescrito y producido por Keith Diamond. La canción fue incluida en su quinto álbum de estudio, Suddenly (1984).
Lanzado como el tercer sencillo del álbum (tras el éxito de "Caribbean Queen" y "Loverboy"), la balada se convirtió en el tema más exitoso del álbum en el Reino Unido, alcanzando el número 4 en la lista UK Singles Chart de Reino Unido a mediados de 1985. También alcanzó el mismo puesto en la lista Billboard Hot 100 en los Estados Unidos, pasando dos semanas en el número 4 en junio de ese año. Llegó al número 5 en la lista Billboard Hot Black Singles y pasó dos semanas en el número 1 en la lista Billboard Adult Contemporary Tracks. En Irlanda alcanzó el número 4 del IRMA y en Canadá el número 7 del RPM Top Singles.

## Posicionamiento en listas
| Lista (1985)                                 | Máxima posición |
| -------------------------------------------- | --------------- |
| Alemania (Offizielle Deutsche Charts)        | 50              |
| Australia (Kent Music Report)                | 15              |
| Canadá (RPM Top Singles)                     | 7               |
| Estados Unidos (Billboard Hot 100)           | 4               |
| Estados Unidos (Adult Contemporary)          | 1               |
| Estados Unidos Hot Black Singles (Billboard) | 5               |
| Finlandia (Suomen virallinen lista)          | 28              |
| Irlanda (IRMA)                               | 4               |
| Nueva Zelanda (Recorded Music NZ)            | 38              |
| Países Bajos (Dutch Top 40)                  | 23              |
| Países Bajos (Mega Single Top 100)           | 20              |
| Reino Unido (Official Charts Company)        | 4               |

### Sucesión en listas
| Predecesor: «Smooth Operator» de Sade | U.S. Billboard Hot Adult Contemporary Tracks — Sencillo N°. 1 25 de mayo de 1985 - 7 de junio de 1985 | Sucesor: «Axel F» de Harold Faltermeyer |